# Jaaropgaaf

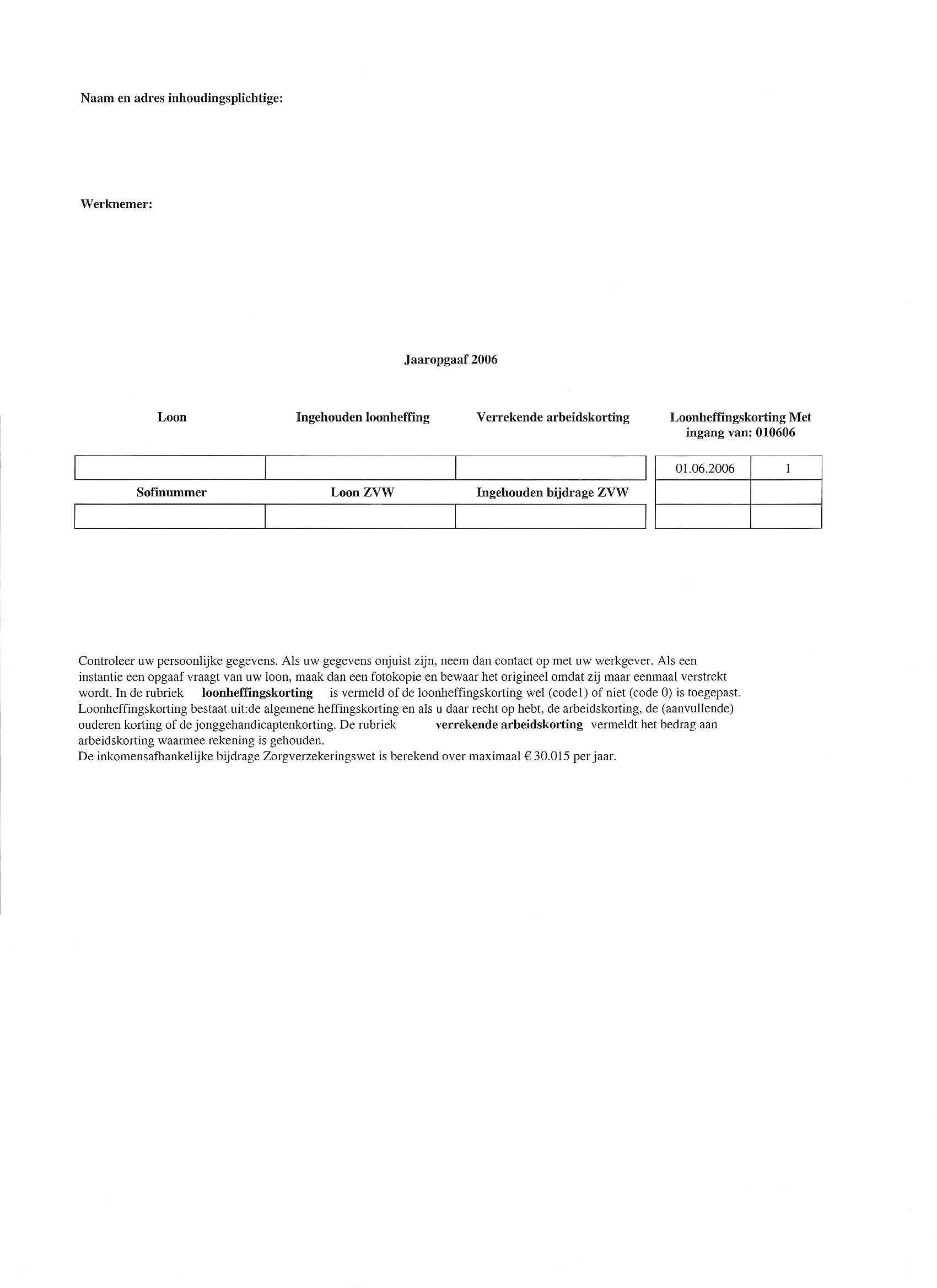
Jaaropgaaf (pusty)

Jaaropgaaf (lub jaaropgave, w Polsce potocznie nazywany jarografem) – holenderska karta podatkowa, wydawana jest przez pracodawcę po zakończeniu roku podatkowego, który w Holandii pokrywa się z rokiem kalendarzowym. Zawiera dane o wysokości zarobków oraz sumie zapłaconych podatków.
Dokument ten powinien zostać przekazany pracownikowi do połowy marca i jest niezbędny podczas ubiegania się o zwrot podatku za pracę za granicą. Oddzielny Jaaropgaaf zostaje wystawiony oddzielnie przez każdego z pracodawców.